# 학교 2 (드라마)
《학교 2》는 대한민국의 KBS에서 1999년 5월 8일부터 2000년 2월 27일까지 방영한 교육 드라마이다. 동광고등학교를 배경으로 교육 현장에서 아이들이 가르치는 교사들과, 영화 동아리 ‘채플린’의 아이들과 그 반 친구들이 학생으로서 겪는 방황과 고민 등 학교 현장을 생생하게 그린 교육 드라마이다.
월화드라마 《학교》종영 이후, 수 많은 시청자들의 계속적인 요청에 따라 지상파 3사 드라마 중 최초로 시즌제로 도입하여, 《학교 3》, 《학교 4》 등으로 이어지다가 한동안 맥이 끊겼으나, 2012년 《학교 2013》으로 시리즈가 부활하여 2015년 《후아유: 학교 2015》로 이어진 시즌제 교육 드라마로 꼽혔다. 그리고 《학교》 제33회 〈어느 날 심장이 말했다〉(1999년 12월 19일 방송분)의 대본은 대한민국 7차 교육과정의 《고등학교 국어(하)》 교과서에 그 일부가 게재되기도 하였다.

## 등장 인물

### 학생 역
- 김래원 - 이한 역 (~24회)

농구부 출신으로 특례대상이었으나, 십자인대 파열 및 손상으로 인해 꿈을 접게 된 학생. 초반에 어두운 생활을 하다가 반학생들의 도움으로 양지로 나오게 된다.
- 김용우(기태영) - 유신화 역. 채플린

철학자라는 별명을 가진 2학년 5반&채플린의 해결사. 이름과 별칭답게 '신화'의 '해결사'가 제일 좋아하는 노래이다. 반장 지민의 숨어있는 도우미이며, 항상 반에 문제가 생기는 토론이면 빠지지 않고 의견을 내세우는 성격이다.
- 김민주 - 윤지민 역. 채플린

2학년 5반의 반장&채플린의 수장. 성적은 하위권이지만 책임감, 의리만큼은 그누구에게도 뒤쳐지지 않는다. 남자다운 성격이 콤플렉스이며, 추후 태훈에게 본인도 모르는 호감을 가지게 된다.
- 추소영 - 김정연 역. 채플린

장동건을 100트럭을 준다해도 트럭만 받을 정도의 얼음공주. 친구들의 고민을 잘 들어주는 해결사이며, 사실상 여자 유신화 급이다. 성적도 우수한 모범생이다.
- 이현균(재희) - 이성제 역. 채플린 (~27회)

학생회장. 고아원에서 살고 있으며, 자신은 어려운 처지에 있지만, 오히려 기죽지 않고 남들에게 지지 않으려 하는 대인배의 성격을 지니고 있다. 추후 외삼촌의 등장으로 전학을 가게 된다.
- 김흥수 - 박흥수 역. 채플린

학생부장 박광도의 아들. 친구들이 아버지 박광도 욕을 하면, 간접적으로 그만하라고 다그친다. 심지어 용구가 박광도 때문에 아내(즉 흥수의 엄마)가 세상을 떴다는 발언에 빡친 나머지 용구에게 주먹을 날렸고, 이에 박광도는 몰래 용구의 치료비를 계산한다. 컴퓨터에 일가견이 있다.
- 고은채 - 정애라 역. 채플린

연예인이 꿈인 공주병 학생. 하루빨리 연예인이 될 날만 꿈꾸고 있다.
- 고호경 - 배유미 역. 채플린

엉뚱한 생각을 가진 깜찍한 학생. 친구들의 농담을 진지하게 들어서 어리버리하다는 생각을 가지게 하지만 그 어리버리로 친구들이 좋아하는 성격을 가지고 있다.
- 김민희 - 신혜원 역 (~24회)

초반 이한과 함께 어두운 과거생활을 하다가 극복한다. 즉, 일진생활을 했으나, 신화의 도움으로 일진에서 탈퇴한다. 이후 신화에게 호감을 가지게 되나, 전학을 가게된다.
- 하지원 - 장세진 역

초반엔 혜원의 꼬붕이었으나, 혜원이 일진에서 탈퇴를 하며 본인이 일진으로 등극하고, 오히려 혜원을 괴롭히게 되지만, 혜원이 이를 도와준다. 혜원의 전학으로 다시 일진으로 복귀했었지만, 전입생 연진의 도움으로 다시 양지생활을 하게 된다.
- 고동현 - 고동일 역. 제우스→채플린

초반에는 제우스 일원이지만 사실상 따돌림을 당하는 왕따다. 신화의 도움으로 제우스에서 탈퇴하고, 영화에 관심이 많았던 탓에 신화와 지민의 건의로 채플린으로 들어온다. 꿈은 수의사이며, 방학이 되면 동물병원에서 교육 겸 아르바이트를 한다.
- 이정호 - 이용구 역

2학년 5반의 분위기메이커 겸 정보통. 사실 유언비어의 정보가 많지만 쉽게 미워할수가 없는 캐릭터이다. 호기심에 피워본 담배를 피웠으나, 하필이면 장학사(심양홍)에게 2번 들키며, 교감의 명령으로 금연반장이 되며 그후로 담배를 혐오하게 된다. 연진을 짝사랑한다.
- 심지호 - 한태훈 역. 제우스

제우스 리더. 신화 못지 않은 두뇌를 가지고 있지만, 신화와 다르게 반친구들에게 공감을 사지 못한다. 어릴때부터 본인은 남들과 다르다고 세뇌교육을 받아왔으며, 불량배들의 협박에도 겁먹지 않는 깡도 가지고 있다.(신화의 별명이 철학자&해결사라면 태훈의 별명은 황태자)
- 권지혜 - 서희진 역

혜원, 세진에 가려진 날라리. 밤만되면 락카페를 즐기며 땡땡이가 잦다. 추후 세진은 양지로 나오지만 희진은 마지막회까지도 삐뚤어진 역할로만 나온다.
- 김성준 - 김형주 역. 제우스

태훈과 가장 친한친구. 태훈과는 어릴적부터 친구이며, 태훈의 생각은 바로 읽고있다.
- 한아영 - 한아영 역

희진과 가장 친한친구. 희진과 함께 땡땡이를 치는 친구이다.
- 박준경 - 박준경 역

여학생이지만 털털한 성격의 소유자. 흥수를 짝사랑한다.
- 이요원 - 김연진 역 (27회~)

혜원이 전학가고 후반부부터 등장한 전입생. 부잣집 딸이며 태훈, 형주와는 어릴적부터 친구이고 세진을 양지생활로 나오게 하는 일등공신이다. 어머님이 안계시지만 떳떳하게 생활하는 학생이다.
- 이동욱 - 이강산 역 (32회~)

어두운 생활을 하다가 마음을 잡고 복학한 복학생. 추후에 기초를 다시 잡겠다며 1년 더 유급하고, 유미의 삼촌 편의점에서 아르바이트를 한다.
- 토모(오카베 토모아키) - 유진 역 (33회~)

미국에서 살다가 전입온 학생. 아이큐측정이 불가능할 정도(뇌를 숫자로 평가하는게 고까워서 백지로 냈다는 일화도 있음)의 수재이며, 우연히 약수터에서 광도와 흥수의 관계를 발견하며, 토라졌던 둘의 사이를 화해하게 하기도 한다. 정연을 짝사랑한다.

### 교사 역
- 명계남 - 교감 명계남 역

시즌1 그대로 등장
- 박광정 - 학생주임&영어교사 박광도 역/흥수 아버지

시즌1 학생주임이었던 양동철(강석우)에 이은 2대 학생주임. 학교에서는 학생들을 쥐잡듯 잡는 학생주임이지만 집에선 흥수의 자상한 아버지이다.
- 이창훈 - 영어교사 이재하 역 (~24회)/담임

시즌1 그대로 등장. 본인이 원하던 유학에 합격하며 학교를 떠난다.
- 양정아 - 국어교사 나민주 역 (~24회)

시즌1 국어선생이었던 차현주(염정아)의 퇴직으로 들어온 국어선생. 학생들의 의견을 가장 귀기울여 듣는 선생이다.
- 최용민 - 사회교사 노일평 역

시즌1 그대로 등장. 편애가 심해 편애대장이라는 별명이 있다.
- 이혜숙 - 수학교사 윤유란 역

시즌1 그대로 등장.
- 서갑숙 - 음악교사 나정희 역 (~25회)

시즌1 그대로 등장. 단 시즌1에선 전공이 가정으로 나오나, 시즌2에서는 음악으로 전공이 바뀌는 컨셉이다.
- 이한위 - 체육교사 박복만 역

시즌1 그대로 등장. 시즌1에선 학생들에게 그닥 주목을 받지 못하는듯 하지만 시즌2에서는 학생들 의견을 잘 들어주는 선생이다.
- 조재현 - 국어교사 조재현 역 (25회~)/담임

초반에 체육교사같이 운동장에서 시키지도 않는 운동을 해서 성격이 까칠할것같다는 오해를 받지만, 추후 무늬만 다른 이재하 선생이라는 칭호를 받게 된다. 전임 담임인 이재하 만큼이나 학생들을 잘 달래는 선생인데 해당 작품이 25회(99년 10월 24일)부터 1TV 일요일 오후 7시 10분으로 옮겨가면서 해당 작품 종영 뒤 1999년 11월 20일 시작된 2TV 주말극 《사랑하세요?》에 연달아 출연하여 "시청자들에게 이미지 혼란을 준다"는 혹평을 받아왔으며 시즌 3에서도 출연했으나 SBS 수목 미니시리즈 《줄리엣의 남자》에 캐스팅되면서 자신이 가정교사로 있었을 때 제자였던 서준희(이주랑 분)와 사랑하는 사이가 되는 사실이 알려져 학교를 떠나는 형식으로 16회(2000년 6월 25일)를 끝으로 빠졌다.
- 박주미 - 윤리교사 김정인 역 (25회~)

전공은 다르지만 나민주와 비슷한 역할이며 시즌 3에서도 출연했으나 MBC 월화극 《아줌마》에 캐스팅되어 공부를 더 해본다며 학교를 떠난다는 형식을 통해 11회(2000년 5월 14일)를 끝으로 빠졌다.

### 그 외 인물(게스트)
- 심양홍 - 장학사 역
- 김준희 - 3짱 역
- 안해숙 - 4회, 23회, 40회. 태훈의 어머니 역
- 오태경 - 7회. 신화의 남동생 역(아역: 곽정욱)
- 허충호 - 8회. 철호 역
- 박현정(정시아) - 10회. 이수미 역. 일진회 탈퇴하려는 학생
- 수애 - 10회. 초반 이수미(정시아)를 괴롭히는 단역
- 조현숙 - 11회. 나민주 선생님의 친구 역. 혜원이 봉사활동을 하는 학교폭력상담소 간사
- 이서우 - 12회. 김성태 역. 교감 찾아온 제자
- 강소정 - 17회. 김고은 역. 정연의 친구로 옥상에서 뛰어내려 자살한 학생
- 남윤정 - 17회. 고은의 어머니 역
- 김하균 - 17회. 고은의 자살사건을 수사하는 형사 역
- 이용태 - 17회. 고은의 자살사건을 수사하는 형사 역
- 양재원 - 17회. 레코드점 주인 역
- 김현성 - 17회. 고은이 수면제를 사는 약국 약사 역
- 한인수 - 18회. 우선생 역. 야학에서 학생들 가르치는 재하의 옛 스승
- 강미(강옥순) - 18회. 희진의 어머니 역
- 김정은 - 19회. 장세진의 친구. 윤경 역
- 정찬 - 20회. 민영훈 역. 임시 음악교사
- 최낙천 - 21회. 교감의 친구 역
- 홍석천 - 21회. 중국집 배달부 역
- 천정명 - 21회. 영화반에서 캠코더를 빌려가는 사진반 학생인 단역
- 류현경 - 22회. 이은주 역. 적응을 못해서 여러 학교로 전학을 다녔으며 지민에게 집착을 보이는 학생 역
- 이숙 - 22회. 은주의 어머니 역
- 마정무 - 23회. 어린 태훈 역
- 성인규 - 23회. 어린 형주 역
- 전유경 - 1회 ~ 24회. 유경 역
- 신동훈 - 24회, 29회. 세진의 아버지 역
- 곽정희 - 24회, 29회. 세진의 어머니 역
- 강신조 - 25회. 동일이가 교통사고로 다친 강아지를 맡긴 동물병원의 수의사 역
- 이영후 - 27회. 연진의 아버지 역
- 서영진 - 27회. 성제를 찾아온 외삼촌 역
- 오승윤 - 27회. 천사원 아이 역. 성제와 같이 지내는 동생
- 이주석 - 28회. 휘영 역. 신화의 친구로 애니메이션을 좋아하고 학교를 자퇴한 학생
- 한소현 - 29회. 1일진 역
- 송승현 - 29회. 정아 역. 세진의 친구
- 곽상호 - 29회. 상호 역
- 최승일 - 29회. 승일 역
- 이영재 - 31회. 지민이 사진 찍으려 간 사진관 사진사 역
- 장수혜 - 31회. 유나 역. 지민이 보낸 편지를 태훈에게 주는 아이
- 이병욱 - 32회. 강산이 다니는 체육관의 권투선수 역
- 정인선 - 32회. 봄이 역. 강산의 동생
- 장순국 - 32회. 경찰 역
- 이규준 - 32회. 주유소 직원 역
- 장영주 - 32회. 복지관에서 봉사하는 아줌마 역
- 문영미 - 33회, 41회. 용구의 어머니 역
- 양현태 - 34회, 학생회장 역.
- 이정우 - 35회. 영서 역. 중도실명 시각장애인
- 구본영 - 35회. 도서관 직원 역
- 박소정 - 36회. 김시연 역. 연진의 친구로 죽은 학생
- 고은아 - 38회. 정소진 역. 정연의 친구로 임신한 학생
- 정재순 - 38회. 정연의 어머니 역
- 박태진 - 38회. 준형 역. 소진의 남자친구
- 김해숙 - 39회. 소진의 어머니 역
- 손무 - 40회. 창수 역. 강산이 이웃에 사는 학생. 용구에게 돈뜯는 일당 중 한명
- 이원종 - 40회. 창수의 아버지 역
- 이원영 - 40회. 용구에게 돈뜯는 남자 역
- 박유승 - 40회. 태훈이네 집 운전기사 역
- 구자미 - 40회. 백화점 스포츠웨어점 직원 역
- 안성민 - 42회. 최세영 역. 연진이 세진에게 소개시켜 준 사진작가
- 박준희 : 3회.
- 임재욱(포지션) : 36회. 본인 역
- 김은성 : 36회. 아나운서. 본인 역
- 강신조

## 수상 경력
- 1999년 KBS 연기대상 남자조연상 조재현
- 1999년 KBS 연기대상 청소년 연기상 김민희 김래원

## 이모저모
- 총 42회에 걸쳐 방영되었으며, 학교2를 총정리한 명장면 특집이 방영되었다.
- 당시 이 드라마에 출연중이던 배우 서갑숙은, 자신의 성 경험을 담은 저서 《나도 때론 포르노그라피의 주인공이고 싶다》를 드라마 방영 기간에 출판하여 물의를 빚는 바람에 중도 하차해야 했다.[4]

## 같이 보기
- 학교 1
- 학교 3
- 학교 4
- 학교 5 : 2013
- 학교 6 : 후아유 2015
- 학교 7 : 2017
- 학교 8 : 2021